# Point au Gaul
Point au Gaul est une commune (town) de la province de Terre-Neuve-et-Labrador au Canada. Lors du recensement de 2016 au Canada, elle comptait 88 habitants pour 97 en 2011.